# Horcajo de los Montes
Horcajo de los Montes è un comune spagnolo di 959 abitanti situato nella comunità autonoma di Castiglia-La Mancia.